# Eva Pierrakos
Eva Broch Pierrakos, Eva Wassermann bij geboorte (Wenen, 1915 – 1979) was een Oostenrijks medium.
Eva Wasserman werd geboren als dochter van de Joodse schrijver Jakob Wassermann.
Vanaf 1957 woonde zij in New York/Phoenicia. Zij kwam in contact met de 'Gids' en was vanaf 1957 gedurende 23 jaar diens spreekbuis. Iedere veertien dagen gaf zij als medium een lezing te midden van een groep mensen, die de ideeën die er in naar voren kwamen toepasten in hun dagelijkse leven. Zij was een helper voor veel mensen op dit pad en leidde anderen op tot helperschap.
In 1966 ontmoette Eva de psychiater en bio-energeticus John Pierrakos. Deze ontmoeting leidde tot een huwelijk in 1972. Samen stichtten zij het padwerk-centrum in Phoenicia. Hun beider werk- en zienswijze kwam tot een synthese, waardoor in het padwerk het energetisch lichaamswerk werd opgenomen.
Na Eva's dood in 1979 werd het werk voortgezet. Op dit moment zijn er padgroepen in de Verenigde Staten, Canada, Mexico, Brazilië, Venezuela, Nederland, Duitsland, Italië, Luxemburg, Engeland en Frankrijk. De belangstelling in Oost-Europa is groeiende.

## Boeken
Een thematische selectie uit de lezingen is als boek uitgegeven:
- Eva Pierrakos: Padwerk: Werken aan jezelf of juist niet? ISBN 90-202-4746-8
- Eva Pierrakos: Voortgaan op je pad: Van overleven naar leven ISBN 90-202-5092-2
- Eva Pierrakos: Liefde nader bekeken ISBN 90-202-5994-6